# 法務部調查局安康接待室
法務部調查局安康接待室（原稱臺灣警備總司令部軍法處軍事看守所安康分所，俗稱安康接待室）是臺灣白色恐怖時期的一處看守所，早年屬於臺灣警備總司令部的三個刑訊處所之一，後多為法務部調查局所用。安康接待室位於新北市新店區的安坑地區，地處偏僻，附近居民甚至不知道這座建築為何。此處多用於關押並刑求政治犯，許多著名人物如張俊宏、陳菊與姚嘉文等人皆在此被關過。
解嚴後，此處變成調查局的倉庫長年閒置，直到2022年才被促轉會列為「不義遺址」，並由調查局移交給文化部，預計整理後對外開放參觀，但時過兩年，該處仍荒廢狀態，內部房舍內的天花板與木製品皆被拆除，調查局也消極地不願配合修復，因此讓該處復原計畫依舊沒有進展，至今為止，調查僅提供給修復單位一些當時的建築外觀圖，連電線電路圖都沒有，調查局向修復單位表示，現存資料除了當時的受害人檔案夾外，沒有其他東西，但事實證明，調查局直至今日依舊隱瞞許多訊息，而他們隱瞞的訊息卻在出現在當年蘋果日報的照片中。

## 歷史
安康接待室建造於1973年，並於1974年啟用，與東本願寺、三張犂招待所同為警備總部的三處刑訊看守所，用來偵訊所謂「危害國家安全」的政治犯。1987年臺灣省戒嚴令解除後，調查局將其改作倉庫之用，後來更成為閒置荒廢的狀態。
2009年，《蘋果日報》李姓記者接獲情資並進入該處，記者進入前曾請友人諮詢政治人士，知道該處可能涉及白色恐怖因此相當謹慎，直到進入後才得知此處正式名稱為安康接待室，記者發現一間房內的鐵櫃架上、地上皆棄置著許多檔案文件，這些檔案文件就是當時被審訊人的各種資料，記者意識到這些文件非同小可，因此帶走一部分名人檔案返回蘋果日報，並將檔案一一拍照存證後，所有檔案皆在律師見證下，歸還給調查局。而安康招待所的另一處，還陳列著泡著福馬林的人體器官，甚至有女子的子宫及嬰屍，數量多達50餘罐，一旁甚至還擺有針筒和聽診器等儀器。此事見報後一度造成附近居民恐慌，要求調查局立即撤離此處；調查局則請法醫研究所將標本帶回，並將內部文件全部搬離。該地曾有傳聞安康接待室在白色恐怖時期用作人體實驗室，不過中央研究院近代史研究所副研究員陳儀深則認為無法證實此事。
2022年1月，促進轉型正義委員會將安康接待室審定為不義遺址，行政院規劃將產權移交給文化部，由國家人權博物館管理，預計重新整理內部空間後開放參觀。

## 建築
安康接待室園區大致可分為四個區塊，其中押房位於地下室，訊問室則位於一樓。由於該地地形為山坡地，政治犯被送往押房時容易誤以為自己被送往地牢，因而產生心理恐懼的威嚇效果。押房裡燈火通明，主要是為了讓政治犯失去時間概念；房內貼滿隔音海綿，牆壁裡卻暗藏電線、錄音機等監聽設備，門上則有一個半弧形的「貓眼」，方便調查人員監視押房內的情形。

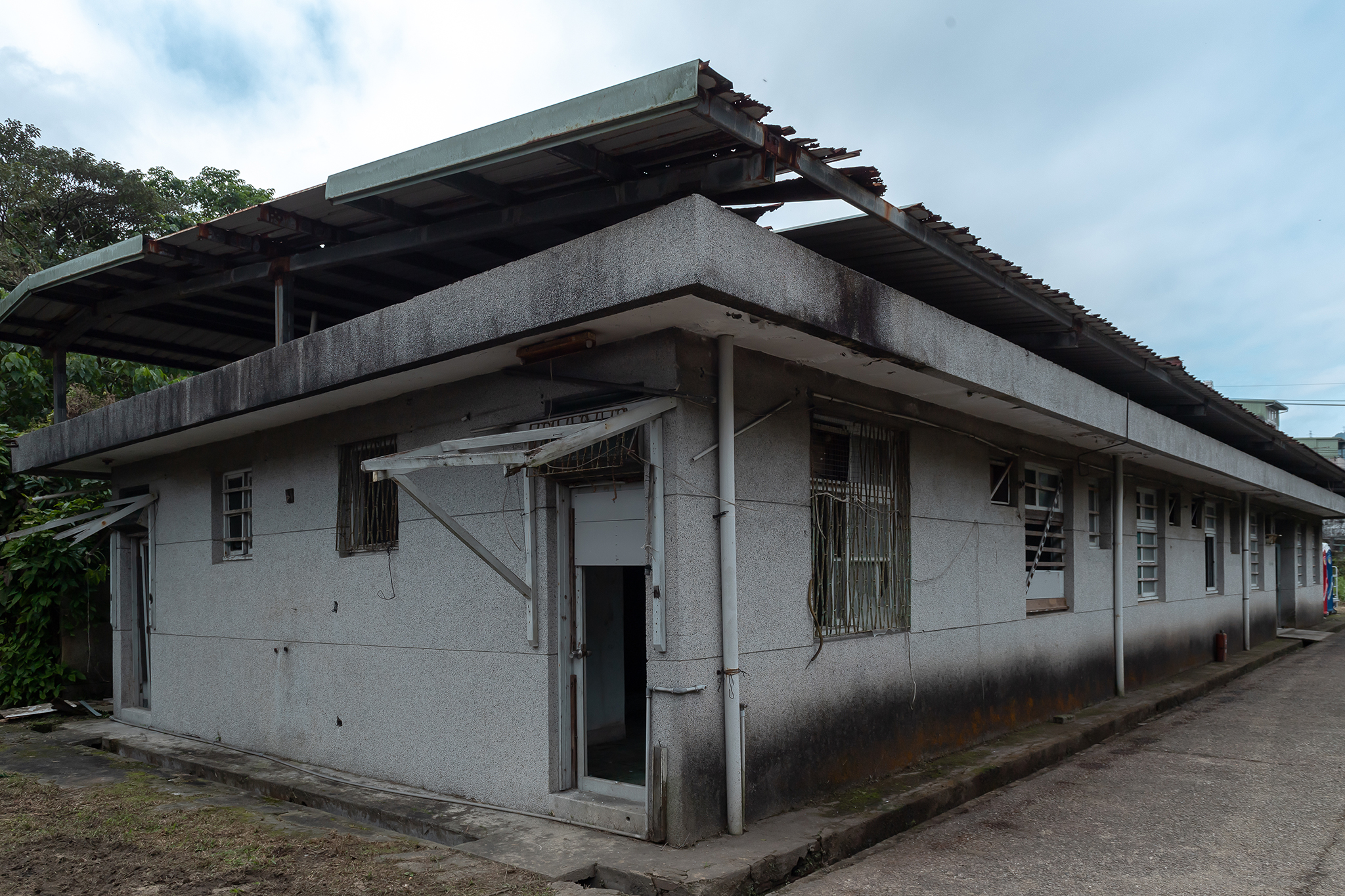
建築外觀
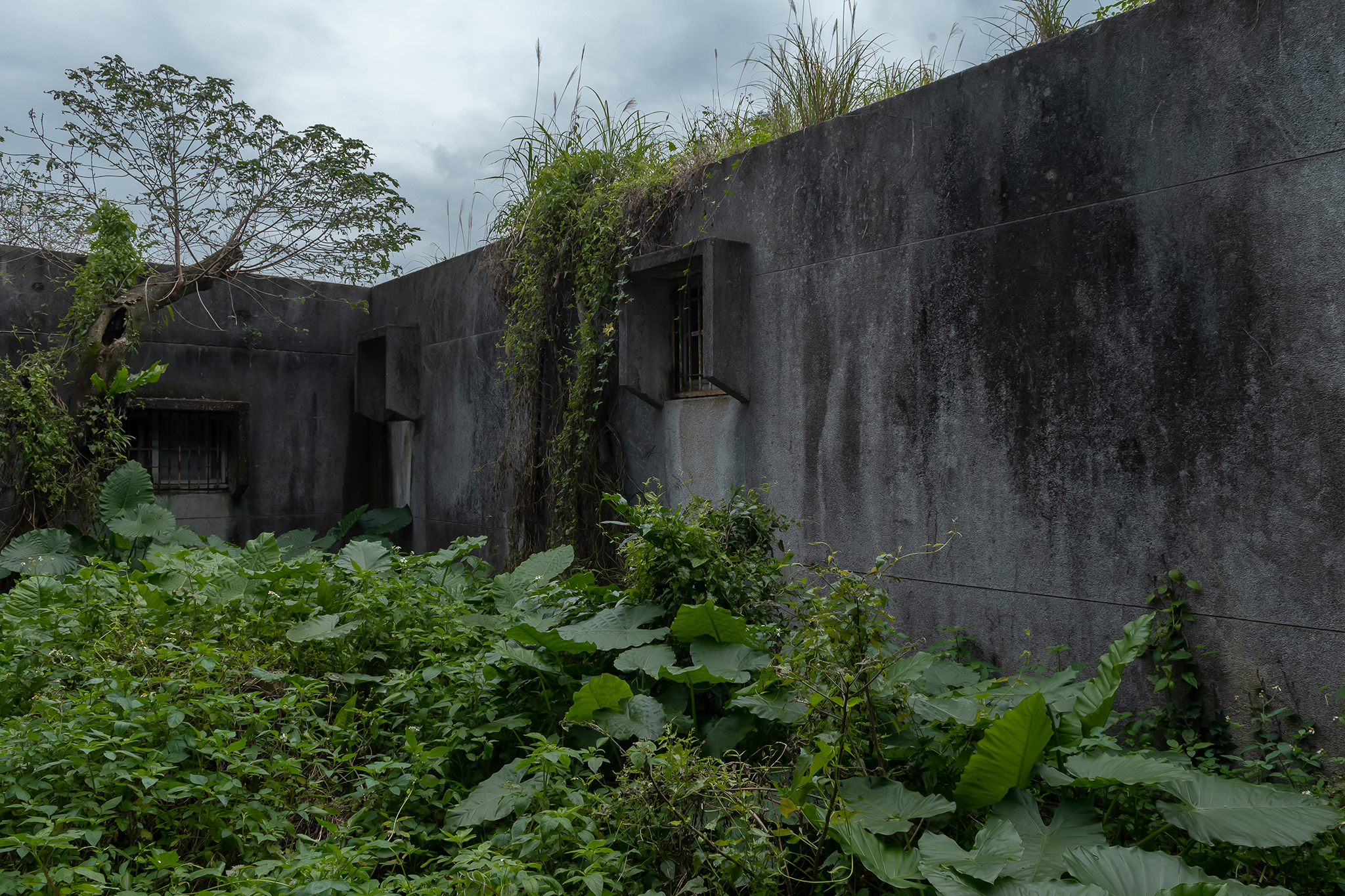
建築內雜草叢生
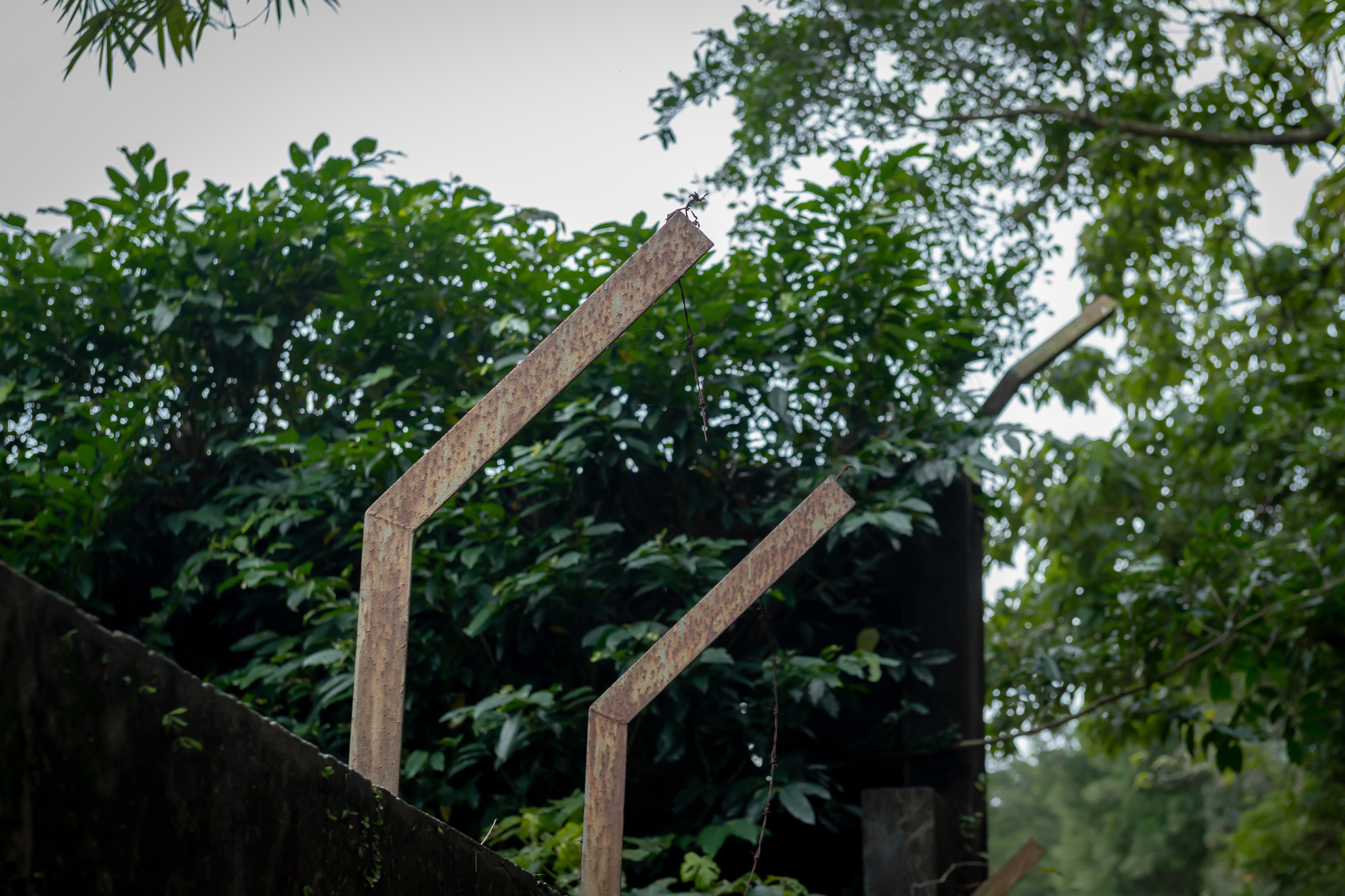
隔離鐵絲網
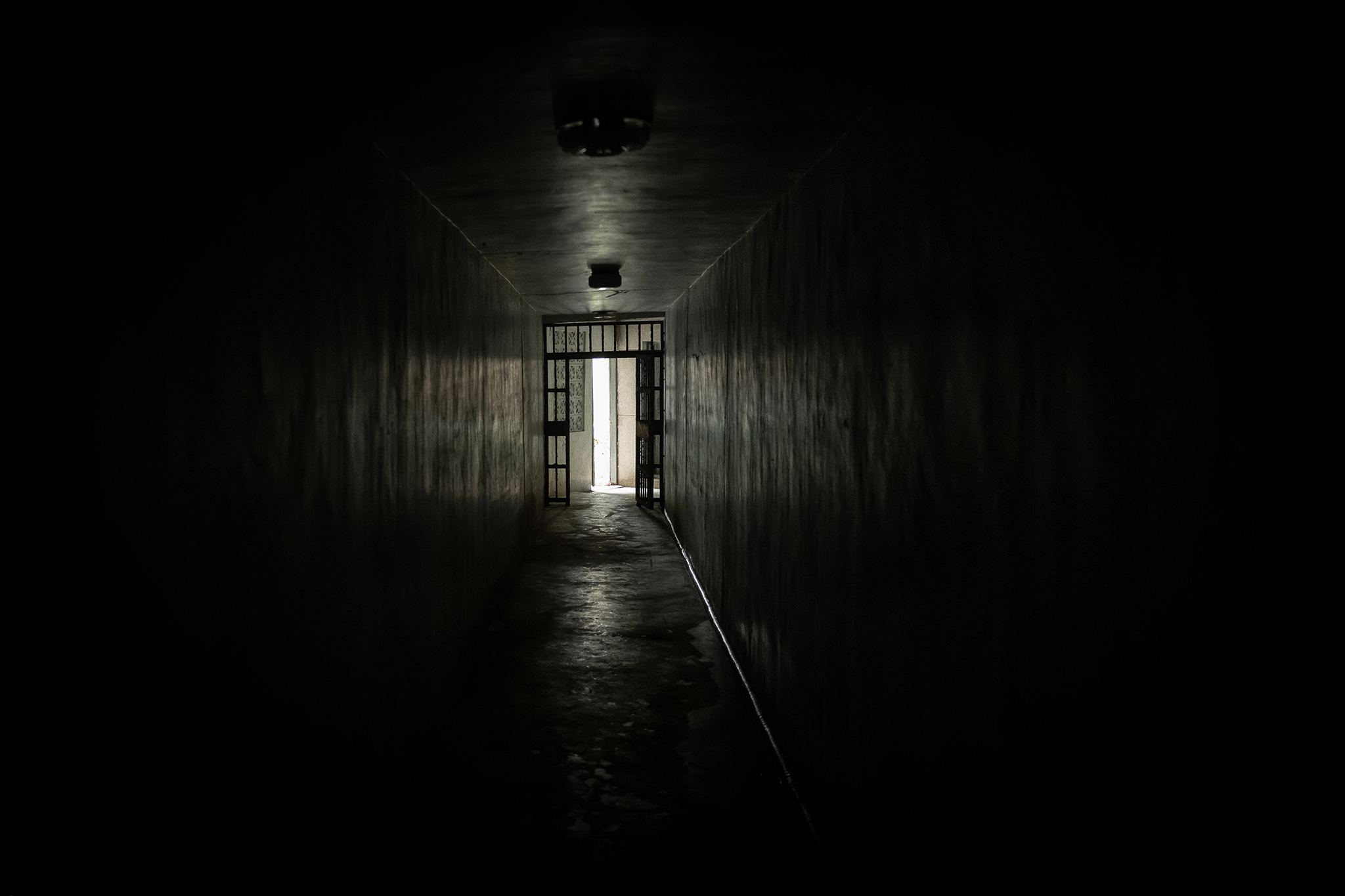
陰暗的走廊
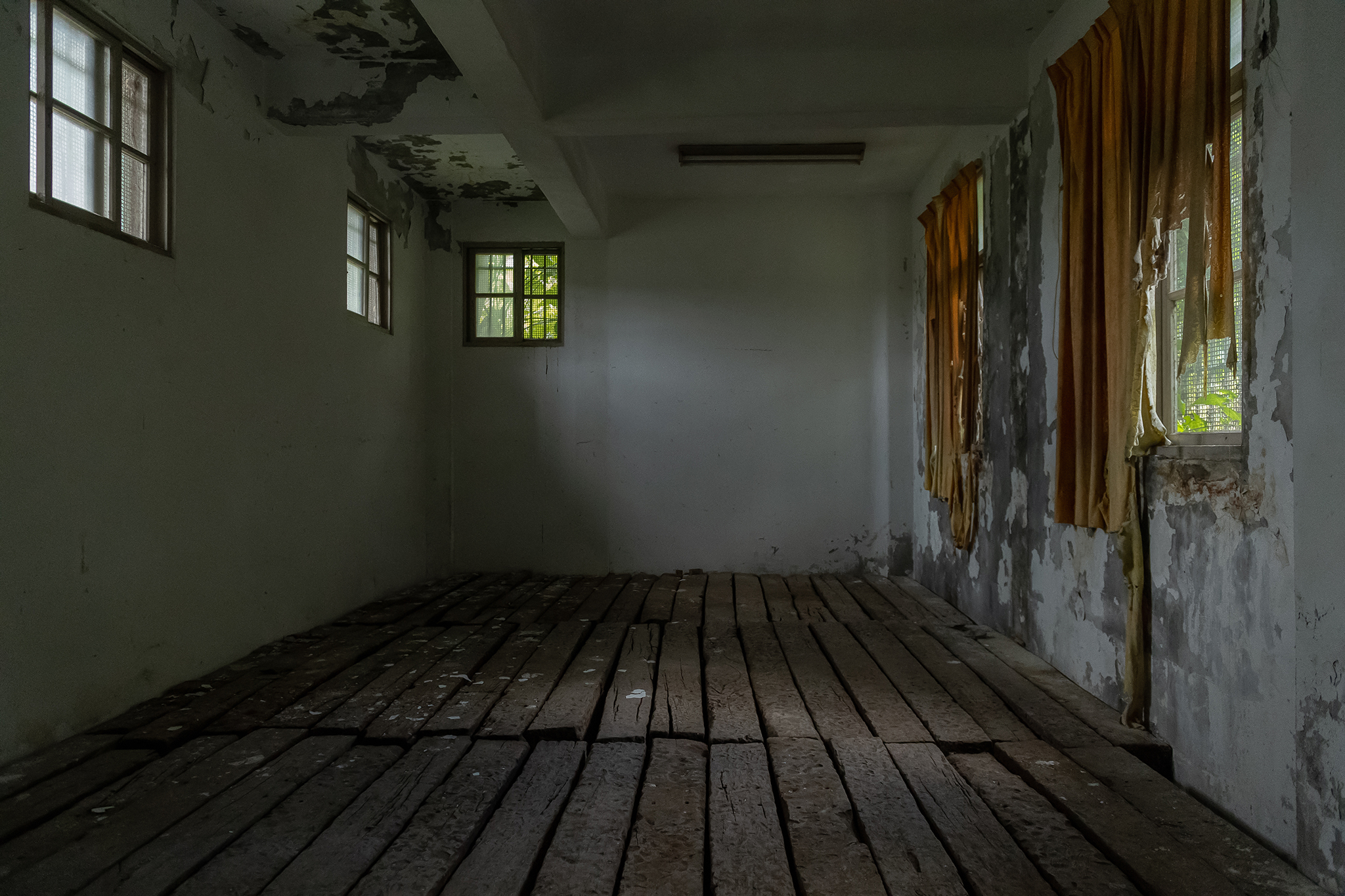
棄置的牢房
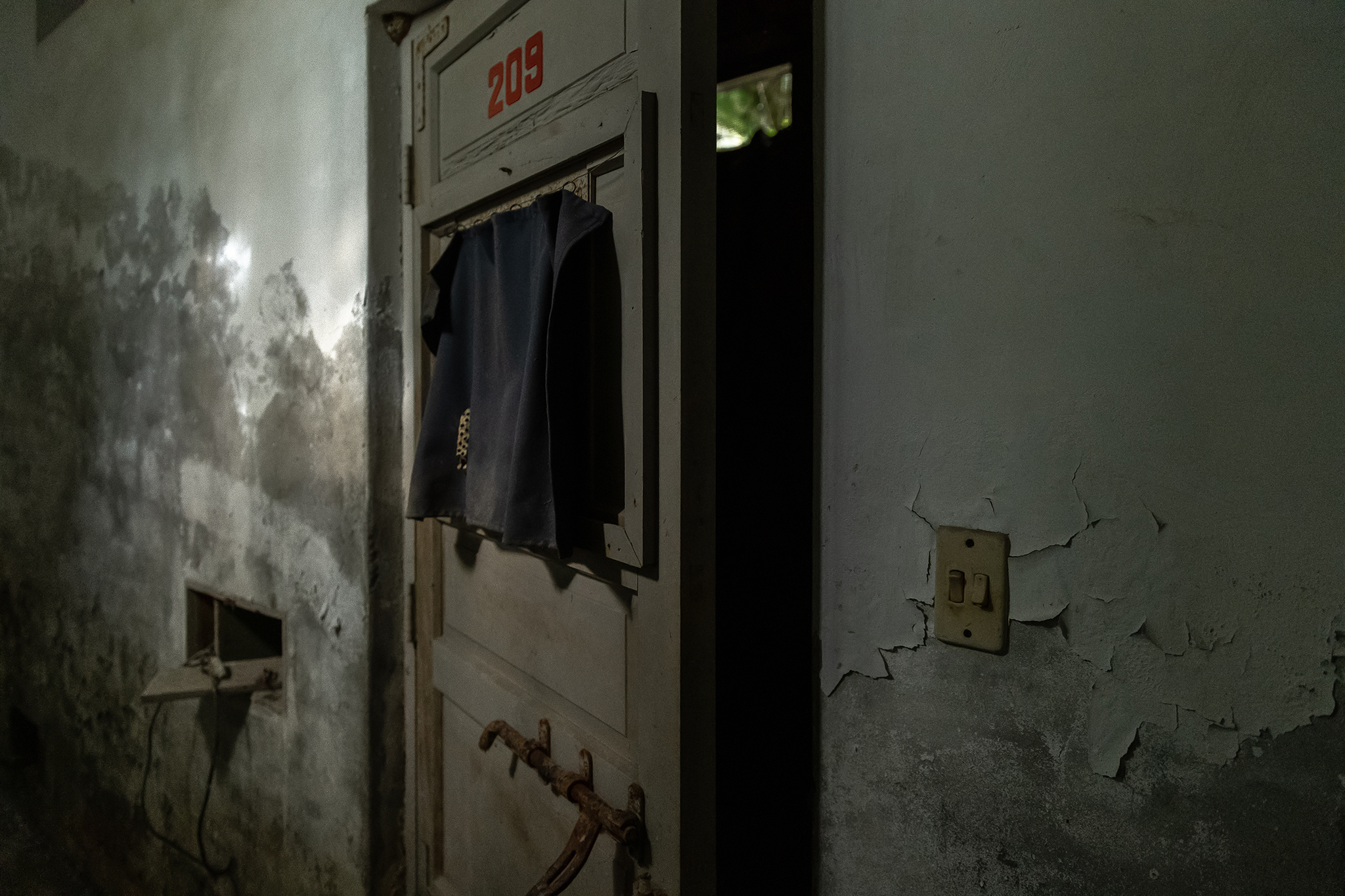
牢房門口
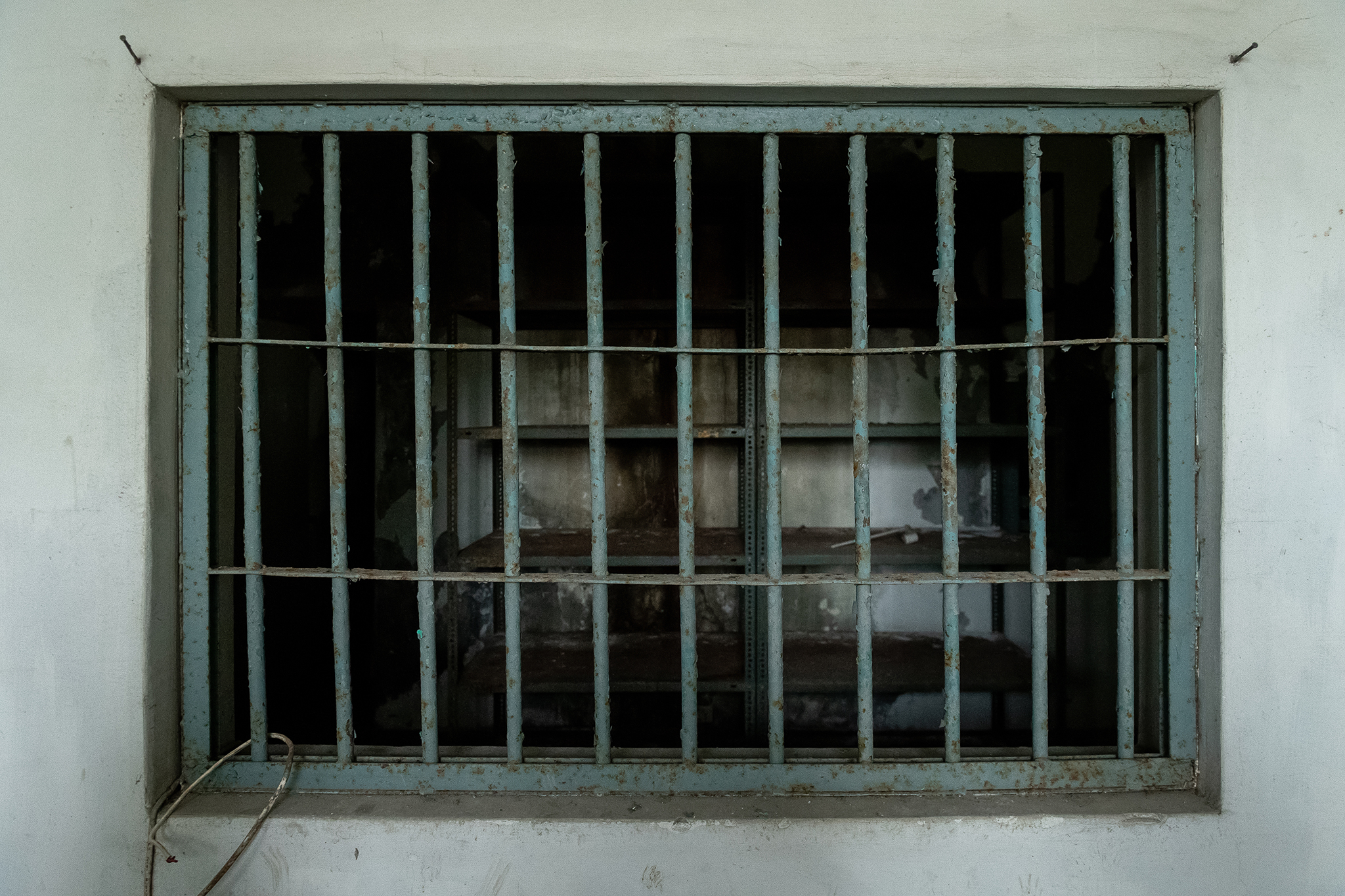
鐵窗
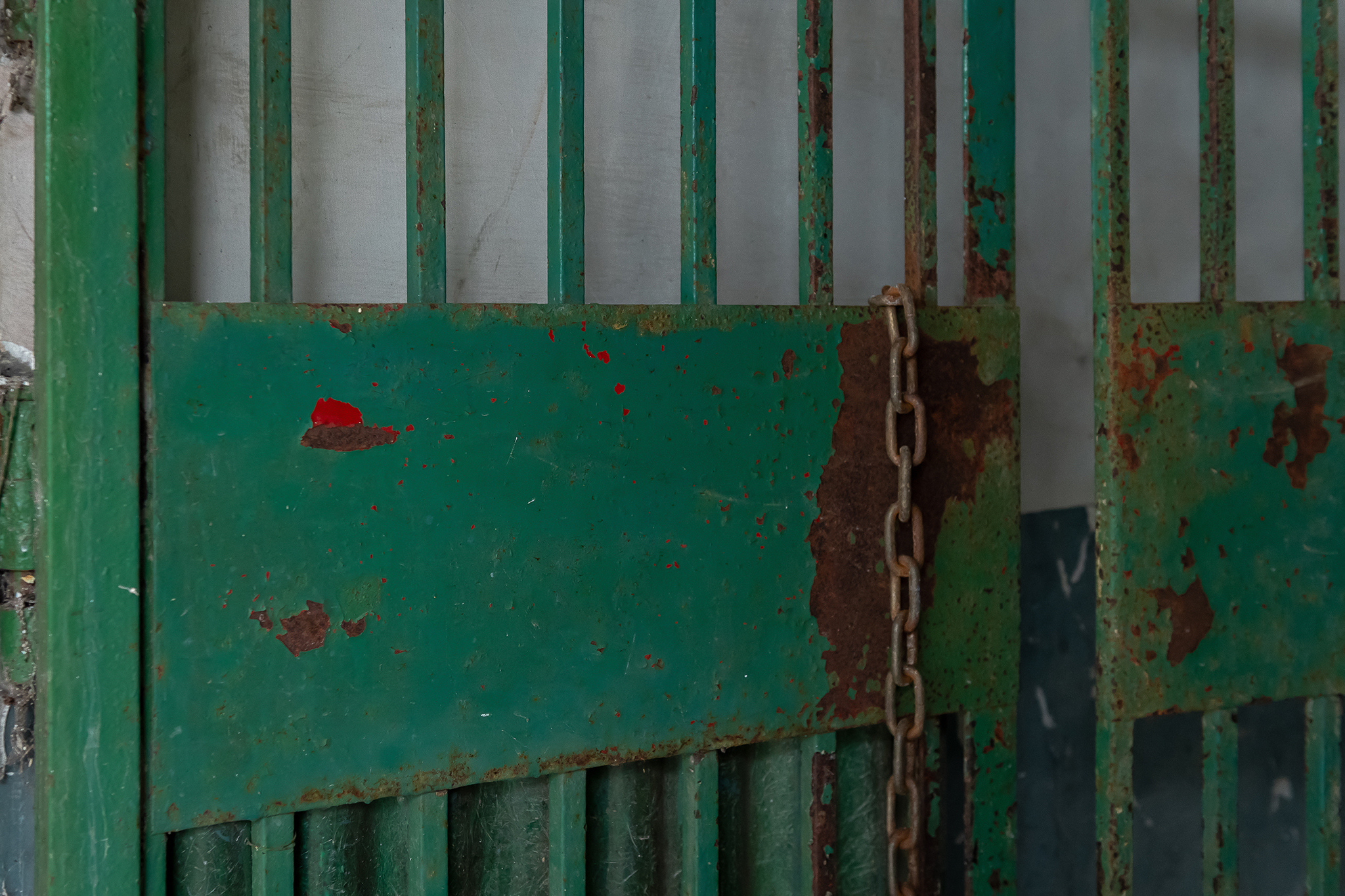
斑駁生鏽的鐵門

## 交通
- 安坑輕軌：玫瑰中國城站步行約6分鐘。

## 外部連結
- 不義遺址資料庫－原司法行政部調查局安康接待室 （页面存档备份，存于）